# Ossian (album 1)
Ossian – debiutancki album zespołu Osjan wydany w 1975 przez wytwórnię Polskie Nagrania "Muza". Materiał nagrano 16 kwietnia 1975 w sali Państwowej Wyższej Szkoły Muzycznej w Warszawie. Reedycja Pomaton EMI wydana na CD w 1999 została poszerzona o dwa utwory wydane pierwotnie w 1973 przez wydawnictwo PolJazz na płycie Osjanu dzielonej wspólnie z brytyjską grupą Deep Purple pt. Ossian / Deep Purple (Z-SXL 0545A).

## Lista utworów
LP (Polskie Nagrania "Muza" 1975), CD (Milo Records 2011)
1. "Cicho, cicho przemawia. Drzewa słuchają... Trawy..." (Osjan) – 0:30
2. "Na wiosnę, setki kwiatów, w jesieni księżyc żniwny, w lecie powiew rzeźwiący, w zimie śnieg będzie ci towarzyszył. Gdy rzeczy bezużyteczne nie plączą się w twoim umyśle, każda pora roku jest dla ciebie dobra" (Osjan) – 5:25
3. "Wieczna pielgrzymka" (Osjan) – 13:34
4. "Bębny" (Osjan) – 2:53
5. "Księga deszczu VI" (Osjan) – 14:04
6. "Mozolnie dźwiga się w górę katedra wiosny" (Osjan) – 5:03

CD (Pomaton EMI 1999)
1. "Wprowadzenie" (Osjan) – 5:02
2. "Księga deszczu" (Osjan) – 13:02

- Utwory 1-6 nagrano 16 listopada 1975 w sali PWSM w Warszawie
- Utwory 7-8 nagrano wiosną 1973 w Studiu PR w Krakowie lub 20 maja 1973 w Studiu PR (S-1) w Warszawie

## Skład
- Jacek Ostaszewski – flet prosty, dholak
- Marek Jackowski – gitara, bęben
- Tomasz Hołuj – tabla, gongi, instr. perkusyjne

realizacja
- Jacek Złotkowski – reżyseria nagrań (1-6)
- Michał Gola – operator dźwięku (1-6)
- Anna Woźniakowska lub Andrzej Malczewski – realizacja dźwięku (7-8)

remastering
- Piotr Witkowski – remastering (1999)
- Ryszard Kramarczyk – remastering (1999)
- Krzysztof Bielewicz – remastering (1999)

## Wydania
- 1975 Polskie Nagrania "Muza" (SX 1279)
- 1999 Pomaton EMI (5 24316)
- 2011 Milo Records (MR 111)